# Bigamba
Bigamba är ett periodiskt vattendrag i Burundi.   Det ligger i provinsen Rutana, i den centrala delen av landet, 80 kilometer sydost om huvudstaden Bujumbura.
Omgivningarna runt Bigamba är en mosaik av jordbruksmark och naturlig växtlighet. Runt Bigamba är det ganska tätbefolkat, med 199 invånare per kvadratkilometer.